# Encrasicholina
Encrasicholina – rodzaj ryb promieniopłetwych z podrodziny Engraulinae w obrębie rodziny sardelowatych (Engraulidae).

## Rozmieszczenie geograficzne
Do rodzaju należą gatunki występujące w wodach Oceanu Atalntyckiego, Indyjskiego i Spokojnego oraz w Morzu Czerwonym i Śródziemnym.

## Morfologia
Długość ciała do 13 cm; masa ciała (największa opublikowana) 8 g. 

## Systematyka
Rodzaj zdefiniował w 1938 roku amerykański ichtiolog Henry Weed Fowler w artykule zatytułowanym Ryby z wyprawy George’a Vanderbilta na południowy Pacyfik, 1937 roku, opublikowanym w czasopiśmie „Monographs of the Academy of Natural Sciences of Philadelphia”. Gatunkiem typowym jest (oryginalne oznaczenie (również monotypowe)) E. punctifer.

### Etymologia
Encrasicholina: gr. εγκρασιχολος enkrasikholos ‘sardela’; łac. przyrostek zdrabniający -ina.

### Podział systematyczny
Do rodzaju należą następujące gatunki:
- Encrasicholina auster Hata & Motomura, 2017
- Encrasicholina gloria Hata & Motomura, 2016
- Encrasicholina heteroloba (Rüppell, 1837) – sardelina małogłowa[5]
- Encrasicholina integra Hata & Motomura, 2020
- Encrasicholina intermedia Hata & Motomura, 2016
- Encrasicholina macrocephala Hata & Motomura, 2015
- Encrasicholina oligobranchus (Wongratana, 1983)
- Encrasicholina pseudoheteroloba (Hardenberg, 1933)
- Encrasicholina punctifer Fowler, 1938
- Encrasicholina purpure (Fowler, 1900)
- Encrasicholina sigma Hata & Motomura, 2020